# Quận Woodford, Illinois
Quận Woodford (tiếng Anh: Woodford County) là một quận nằm trong tiểu bang Illinois, Hoa Kỳ. Năm 2000, dân số là 35.469. quận lỵ là Eureka6.
Quận Woodford là một phần của vùng thống kê đô thị Peoria, Illinois.
Theo Cục điều tra dân số Hoa Kỳ, quận có tổng diện tích 543 dặm vuông (1.406 km ²), trong đó 528 dặm vuông (1.367 km ²) là đất và 15 dặm vuông (38 km ²) (2,73%) là diện tích nước.

## Quận giáp ranh
- Quận Marshall (phía bắc)
- Quận LaSalle (đông bắc)
- Quận Livingston (đông)
- Quận McLean (đông nam)
- Quận Tazewell (tây nam)
- Quận Peoria (phía tây)

## Thành phố và thị trấn
| - Bay View Gardens - Benson - Cazenovia - Congerville - El Paso - Eureka | - Germantown Hills - Goodfield - Kappa - Lowpoint - Metamora - Minonk | - Panola - Roanoke - Secor - Spring Bay - Washburn |